# Libnotes onobana
Libnotes onobana là một loài ruồi trong họ Limoniidae. Chúng phân bố ở miền Australasia.